# Мара Петрова
Мара Петрова е първата българска композиторка.

## Биография
Мара Петрова е родена на 15 май 1921 г. в гр. Сливен. Завършва Българската държавна консерватория през 1946 г. със специалност композиция при проф. Веселин Стоянов, пиано при проф. Панчо Владигеров и оркестрово дирижиране при проф. Марин Големинов. От 1948 г. е член на Съюза на българските композитори. Създава самобитни и ярко национални творби. Работила е в много области на музикалната култура – педагог (в Полувисшия педагогически институт в гр. София, доцент), редактор, общественик. Има една издадена авторска плоча – Балкантон ВСА 1300/461. Завещава на Съюза на българските композитори имуществото и архива си.

### Творчество
- „Подранило“, детска оперета
- „Соната за цигулка и пиано“ (1988)
- „Симфония Април 1876 г.“ (1981)
- „Младежка сюита“ (1953)
- „Уветюра Моята Родина“ (1959)
- „Танц-поема“ (1966)
- „Софийска сюита“ (1969)

### Песни
Създава множество хорови, солови и масови песни; над 260 детски и обработки на народни песни.
- „Синеоката“ (1947)
- „Люлчина песен“ (1953)
- „Легенда за Апостола“
- „Хорал за Христо Ботев“
- „Поема за моя роден град“
- „България“, за детски хор, текст Христо Черняев и др.